# レイの失踪
レイの失踪は、株式会社Classroom Adventureが開発した教育プログラムである。ゲーミフィケーションを活用し、SNSを通じた「闇バイト」の問題を学ぶことを目的としている。2024年12月にリリースされ、複数の教育機関で使用されている。

## プログラム概要
レイの失踪は、SNSを模した環境内で展開される謎解きゲーム形式の教育プログラムである。参加者は「レイ」という架空の女子高生が闇バイトに関わって失踪したという設定のもと、SNSでのやり取りや投稿を分析する。
プログラムの構成は以下の通りである：
- 闇バイトに勧誘される状況の理解
- 闇バイトの勧誘方法や手口の検討
- 対処法の学習

一般的に、ゲームパート（約60分）とレッスンパート（約30分）の2部構成で実施される。

## 開発背景
開発の背景には、若年層の闇バイト関与が社会問題化していることがある。警視庁の統計によれば、2024年の闇バイト関連の警告は1万件以上で、逮捕者の約8割が10代から20代であったと報告されている。また、民間企業の調査では、高校生の多くが闇バイトの求人を見分けられないことが指摘されている。
2024年11月に開発が始まり、同年12月にリリースされた。

## 特徴
レイの失踪の特徴として、以下の点が挙げられている：
- SNSを模した環境でのシミュレーション
- 闇バイトの勧誘手法や対応策の学習
- ゲーム形式による参加型学習[8][9]

## 導入状況
レイの失踪は2024年12月6日に実践女子学園中学校・高等学校で初めて実施された。その後、岡崎城西高校、武蔵野大学中学校・高等学校、学習院大学などの教育機関で使用されている。
2025年3月には警視庁・東京都との都立高校での実施や兵庫県の県立高校2校でモデル授業が実施されるなど、自治体との連携も行う。
また、沖縄県の渡名喜村立渡名喜中学校でも利用されている。

## 開発企業
レイの失踪は、慶應義塾大学の学生が設立したClassroom Adventureによって開発された。同社は以前に、偽情報対策プログラム「レイのブログ」を開発している。
2024年12月、同社は東京都主催のスタートアップコンテスト「Tokyo Startup Gateway 2024」で最優秀賞を受賞した。